# Tropidechis carinatus
Tropidechis carinatus is een slang uit de familie koraalslangachtigen (Elapidae) en de onderfamilie Elapinae.

## Naam en indeling
De wetenschappelijke naam van de soort werd voor het eerst voorgesteld door Gerard Krefft in 1863. Oorspronkelijk werd de wetenschappelijke naam Hoplocephalus carinatus gebruikt. Het geslacht Tropidechis werd beschreven door Albert Günther in 1863. Het is de enige soort uit het monotypische geslacht Tropidechis. Vroeger was er nog een tweede soort; Tropidechis sadlieri, maar deze wordt niet langer als zodanig erkend.
De soortaanduiding carinatus betekent vrij vertaald 'voorzien van kieltjes'.

## Uiterlijke kenmerken
De slang bereikt een lichaamslengte tot 90 centimeter. De vierkante kop is duidelijk te onderscheiden van het lichaam door de aanwezigheid van een insnoering. De ogen zijn relatief groot en hebben een ronde pupil en een lichte iris.
De slang heeft 23 rijen schubben in de lengte op het midden van het lichaam. De rugschubben zijn dof en sterk gekield. De caudale schubben en de anale schub zijn ongepaard.
De lichaamskleur is bruingroen met donkere vlekken of banden aan de bovenzijde.

## Levenswijze
De slang is zowel overdag als 's nachts actief en jaagt op kleine ongewervelde dieren. De vrouwtjes zijn eierlevendbarend en brengen levende jongen ter wereld. Tropidechis carinatus is giftig en wordt beschouwd als gevaarlijk voor mensen.

## Verspreiding en habitat
De soort komt endemisch voor in delen van Australië en leeft in de deelstaten New South Wales en Queensland. De habitat bestaat uit droge tropische en subtropische bossen, vochtige tropische en subtropische laaglandbossen en vochtige tropische en subtropische scrublands.

## Beschermingsstatus
Door de internationale natuurbeschermingsorganisatie IUCN is de beschermingsstatus 'veilig' toegewezen (Least Concern of LC).